# CONCACAF-kampioenschap voetbal onder 17 - 2009
Het CONCACAF-kampioenschap voetbal onder 17 van  2009 zou van 21 april 2009 tot en met 2 mei 2009 worden gehouden in Mexico. Er zou niet alleen om het Amerikaans kampioenschap worden gespeeld; de acht teams konden zich ook kwalificeren voor het wereldkampioenschap voetbal onder 17 van 2009 in Nigeria. De top 4 zou zich plaatsen zich voor het wereldkampioenschap voetbal onder de 17 van 2009, dat werd tussen 24 oktober en 15 november gespeeld in Nigeria.
Maar het toernooi werd op 27 april geannuleerd door de uitbraak van de Mexicaanse griep. Ten tijde van de annulering van het toernooi was de groepsfase al afgerond, en de vier teams die de halve finale hadden bereikt kwalificeerden zich voor het Wereldkampioenschap onder 17.

## Gekwalificeerde landen
| Team               | Kwalificatie                          | Aantal deelnames |
| ------------------ | ------------------------------------- | ---------------- |
| Canada             | Automatisch                           | 12e              |
| Mexico             | Automatisch                           | 13e              |
| Verenigde Staten   | Automatisch                           | 13e              |
| Cuba               | Caraïbische zone (CFU Jeugd Cup 2008) | 6e               |
| Trinidad en Tobago | Caraïbische zone (CFU Jeugd Cup 2008) | 10e              |
| Costa Rica         | Centraal-Amerikaanse zone             | 11e              |
| Guatemala          | Centraal-Amerikaanse zone             | 7e               |
| Honduras           | Centraal-Amerikaanse zone             | 13e              |

## Groepsfase
De loting voor de groepsfase vond plaats in het hoofdkantoor van de CONCACAF op 15 januari 2009. Het wedstrijdprogramma voor de groepsfase en de eindfase werd twee weken later bekendgemaakt.

### Groep A
| Pos. | Team             | Pld | G | G | V | DV | DT | DS  | Pnt |
| ---- | ---------------- | --- | - | - | - | -- | -- | --- | --- |
| 1    | Verenigde Staten | 3   | 3 | 0 | 0 | 12 | 2  | +10 | 9   |
| 2    | Honduras         | 3   | 1 | 1 | 1 | 7  | 4  | +3  | 4   |
| 3    | Cuba             | 3   | 1 | 0 | 2 | 2  | 12 | −10 | 3   |
| 4    | Canada           | 3   | 0 | 1 | 2 | 4  | 7  | −3  | 1   |

|                             |            |     |                    |                                                                                      |
| 21 april 2009 13:30 (UTC−7) | Honduras   | 1−1 | Canada             | Estadio Caliente, Tijuana Toeschouwers: 4.000 Scheidsrechter: Francisco Chacón (MEX) |
| 21 april 2009 13:30 (UTC−7) | Lozano 60' |     | Teibert 40' (pen.) | Estadio Caliente, Tijuana Toeschouwers: 4.000 Scheidsrechter: Francisco Chacón (MEX) |

|                             |      |                                                  |                  |                                                                                   |
| 21 april 2009 16:00 (UTC−7) | Cuba | 0−5                                              | Verenigde Staten | Estadio Caliente, Tijuana Toeschouwers: 4.000 Scheidsrechter: Raymond Bogle (JAM) |
| 21 april 2009 16:00 (UTC−7) |      | Jerome 29' McInerney 33' 47' Lletget 37' Gil 61' |                  | Estadio Caliente, Tijuana Toeschouwers: 4.000 Scheidsrechter: Raymond Bogle (JAM) |

|                             |                                                              |     |      |                                                                               |
| 23 april 2009 13:30 (UTC−7) | Honduras                                                     | 6−0 | Cuba | Estadio Caliente, Tijuana Toeschouwers: 4.000 Scheidsrechter: Hugo Cruz (CUB) |
| 23 april 2009 13:30 (UTC−7) | Rivera 18' Tobías 30' Lozano 43' (pen.) 73' 83' Martínez 67' |     |      | Estadio Caliente, Tijuana Toeschouwers: 4.000 Scheidsrechter: Hugo Cruz (CUB) |

|                             |                                              |     |                         |                                                                                     |
| 23 april 2009 16:00 (UTC−7) | Verenigde Staten                             | 4−2 | Canada                  | Estadio Caliente, Tijuana Toeschouwers: 4.000 Scheidsrechter: Paul Delgadillo (MEX) |
| 23 april 2009 16:00 (UTC−7) | McInerney 4' (pen.) 31' Lletget 40' Gyau 85' |     | Hoilett 70' Jackson 86' | Estadio Caliente, Tijuana Toeschouwers: 4.000 Scheidsrechter: Paul Delgadillo (MEX) |

|                              |           |     |                         |                                                                                  |
| 25 april 2009 16:00 ((UTC−7) | Canada    | 1−2 | Cuba                    | Estadio Caliente, Tijuana Toeschouwers: 5.000 Scheidsrechter: David España (GUA) |
| 25 april 2009 16:00 ((UTC−7) | Maheu 81' |     | Lahera 87' (pen.) 90+2' | Estadio Caliente, Tijuana Toeschouwers: 5.000 Scheidsrechter: David España (GUA) |

|                              |                                  |     |          |                                                                                       |
| 25 april 2009 16:00 ((UTC−7) | Verenigde Staten                 | 3−0 | Honduras | Estadio Caliente, Tijuana Toeschouwers: 5.000 Scheidsrechter: Stanley Lancaster (GUY) |
| 25 april 2009 16:00 ((UTC−7) | Palodichuk 28' 45' McInerney 36' |     |          | Estadio Caliente, Tijuana Toeschouwers: 5.000 Scheidsrechter: Stanley Lancaster (GUY) |

### Groep B
| Pos. | Team               | Pld | G | G | V | DV | DT | DS  | Pnt |
| ---- | ------------------ | --- | - | - | - | -- | -- | --- | --- |
| 1    | Mexico             | 3   | 3 | 0 | 0 | 11 | 0  | +11 | 9   |
| 2    | Costa Rica         | 3   | 1 | 1 | 1 | 4  | 2  | +2  | 4   |
| 3    | Guatemala          | 3   | 1 | 1 | 1 | 4  | 4  | 0   | 4   |
| 4    | Trinidad en Tobago | 3   | 0 | 0 | 3 | 0  | 13 | −13 | 0   |

|                             |              |     |              |                                                                                       |
| 22 april 2009 13:30 (UTC−7) | Guatemala    | 1−1 | Costa Rica   | Estadio Caliente, Tijuana Toeschouwers: 4.000 Scheidsrechter: Stanley Lancaster (GUY) |
| 22 april 2009 13:30 (UTC−7) | Ceballos 75' |     | Campbell 38' | Estadio Caliente, Tijuana Toeschouwers: 4.000 Scheidsrechter: Stanley Lancaster (GUY) |

|                             |                                                                           |     |                    |                                                                                    |
| 22 april 2009 16:00 (UTC−7) | Mexico                                                                    | 7−0 | Trinidad en Tobago | Estadio Caliente, Tijuana Toeschouwers: 13.333 Scheidsrechter: Trevor Taylor (BAR) |
| 22 april 2009 16:00 (UTC−7) | Campos 5' Galván 24' (pen.) 48' 64' Mañon 29' Télles 52' (pen.) Jasso 83' |     |                    | Estadio Caliente, Tijuana Toeschouwers: 13.333 Scheidsrechter: Trevor Taylor (BAR) |

|                             |                                     |     |                    |                                                                                    |
| 24 april 2009 13:30 (UTC−7) | Costa Rica                          | 3−0 | Trinidad en Tobago | Estadio Caliente, Tijuana Toeschouwers: 4.000 Scheidsrechter: Luis Rodríguez (PAN) |
| 24 april 2009 13:30 (UTC−7) | Campbell 14' Bustos 18' Mayorga 37' |     |                    | Estadio Caliente, Tijuana Toeschouwers: 4.000 Scheidsrechter: Luis Rodríguez (PAN) |

|                             |                                      |     |           |                                                                                   |
| 24 april 2009 16:00 (UTC−7) | Mexico                               | 3−0 | Guatemala | Estadio Caliente, Tijuana Toeschouwers: 13.333 Scheidsrechter: Marlón Mejía (MEX) |
| 24 april 2009 16:00 (UTC−7) | K. Álvarez 41' 70' Campos 86' (pen.) |     |           | Estadio Caliente, Tijuana Toeschouwers: 13.333 Scheidsrechter: Marlón Mejía (MEX) |

|                              |                    |                                |           |                                                                                  |
| 26 april 2009 13:30 ((UTC−7) | Trinidad en Tobago | 0−3                            | Guatemala | Estadio Caliente, Tijuana Toeschouwers: 8.000 Scheidsrechter: Gerald Henry (BLZ) |
| 26 april 2009 13:30 ((UTC−7) |                    | Navas 37' Herrate 38' Lima 69' |           | Estadio Caliente, Tijuana Toeschouwers: 8.000 Scheidsrechter: Gerald Henry (BLZ) |

|                              |                 |     |            |                                                                                    |
| 26 april 2009 16:00 ((UTC−7) | Mexico          | 1−0 | Costa Rica | Estadio Caliente, Tijuana Toeschouwers: 13.333 Scheidsrechter: Raymond Bogle (JAM) |
| 26 april 2009 16:00 ((UTC−7) | Mora 61' (e.d.) |     |            | Estadio Caliente, Tijuana Toeschouwers: 13.333 Scheidsrechter: Raymond Bogle (JAM) |

## Knock-outfase

### Halve finale
De vier halvefinalisten zijn automatisch gekwalificeerd voor het wereldkampioenschap. De vier teams zijn gekwalificeerd zonder de halve finale te hebben gespeeld, door de uitbraak van de varkensgriep. De vier geplaatste landen zijn:
- Costa Rica
- Honduras
- Mexico
- Verenigde Staten